# 레딩 FC

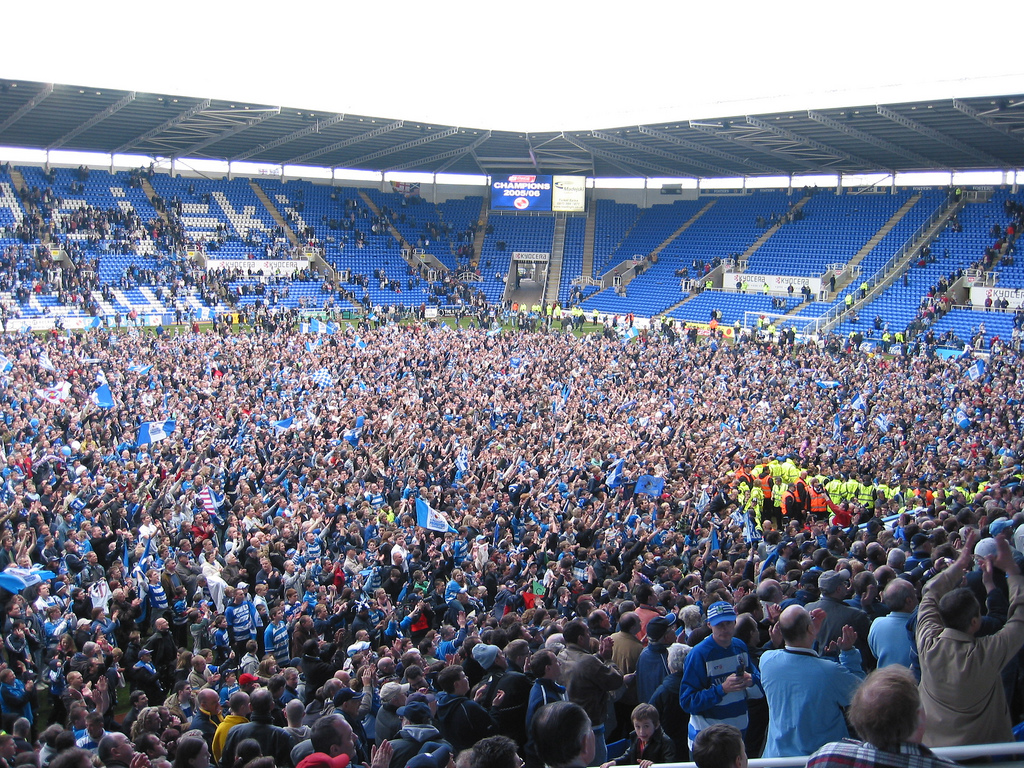

레딩 FC(Reading F.C.)는 잉글랜드 버크셔주 레딩을 연고로 하는 축구 클럽이다. 이 팀은 1871년에 창단했고 현재 홈 구장의 이름은 전 회장이었던 존 마데이스키 경의 이름을 따서 지어졌다.
2005-06 시즌 풋볼 리그 챔피언십을 1위(31승 13무 2패)로 마치며 리그 최다 승점 기록을 106점으로 갈아치웠다. 클럽 역사상 최초로 프리미어리그에 승격되었고, 승격 첫 시즌에 리그 8위를 기록하는 등 돌풍을 일으켰으나 2007-08시즌을 마지막으로 2시즌 만에
강등되었다. 2010-11 시즌에는 카디프 시티를 이기며 플레이오프 결승까지 올랐으나 스완지 시티에 3:1로 패배하여 스완지 시티가 웨일스 팀 최초로 프리미어리그까지 진출하도록 만든 희생양이 되었다. 2016-2017 시즌에 플레이오프에서 허더즈필드 타운한테 승부차기에서 패하며 프리미어리그 승격이 좌절되었다.
레딩은 2006년부터 2008년까지 설기현이 뛰었던 팀으로 유명하다.

## 선수 명단

### 현역
참고: FIFA 자격 규정에 따라 소속된 국가대표팀 국기를 표시합니다. 선수는 복수의 FIFA 비회원국 국적을 가지고 있을 수 있습니다.
| 번호 | 포지션 | 국적     | 이름              |
| ---- | ------ | -------- | ----------------- |
| 4    | MF     |          | 조이 반 덴 베르그 |
| 6    | DF     | 잉글랜드 | 리암 무어         |
| 7    | MF     |          | 로이 베이렌스     |
| 8    | MF     | 잉글랜드 | 조지 에반스       |
| 9    | FW     |          | 조제프 멩데스     |
| 11   | DF     | 잉글랜드 | 조단 오비타       |
| 12   | MF     | 자메이카 | 가레스 맥클리어리 |
| 15   | MF     | 잉글랜드 | 칼럼 해리엇       |
| 18   | FW     |          | 얀 케르모강       |

| 번호 | 포지션 | 국적         | 이름               |
| ---- | ------ | ------------ | ------------------ |
| 22   | MF     |              | 펠레 클레멘트      |
| 23   | FW     | 아이슬란드   | 욘 다디 뵈르바르손 |
| 30   | DF     | 잉글랜드     | 테나이 왓슨        |
| 31   | GK     |              | 안시 야콜로        |
| 38   | MF     | 아일랜드     | 리암 켈리          |
| 42   | FW     | 잉글랜드     | 앤디 리놈호타      |
| 43   | GK     | 잉글랜드     | 조지 레그          |
| 50   | DF     |              | 오마르 리차즈      |
| 55   | FW     | 잉글랜드     | 샘 스미스          |
| --   | MF     | 리히텐슈타인 | 산드로 비에저      |

## 역대 감독
| 감독          | 임기        |
| ------------- | ----------- |
| 이언 포터필드 | 1989 ~ 1991 |
| 야프 스탐     | 2016 ~ 2018 |

## 역대 성적
- 프리미어리그
  - 최고성적 8위: 2006-07 (1부리그에서 첫 시즌)
- 풋볼 리그 챔피언십(구(舊) 2부 리그) 우승 2회
  - 우승: 2005-06, 2011-12
  - 준우승: 1995
- 풋볼 리그 1(구(舊) 3부 리그) 우승 3회
  - 우승: 1926, 1986, 1994
  - 준우승: 1932, 1935, 1949, 1952, 2002
- 풋볼 리그 2(구(舊) 4부 리그) 우승 1회
  - 우승: 1979
- FA컵
  - 최고성적 4강: 1927
- 풋볼 리그 컵
  - 최고성적 8강: 1996, 1998